# Kaibiles
Os Kaibiles são uma ala de operações especiais das Forças Armadas da Guatemala, conhecidos como La Élite del Miedo. Eles são especializados em táticas de guerra na selva e operações de contrainsurgência. Desde 1974, mais de 1.250 soldados se formaram no programa de treinamento internacional, que tem duração de oito semanas. Desse número, 85% eram soldados guatemaltecos.
Os soldados se distinguem das tropas regulares por boinas marrons com emblemas exibindo uma espada flamejante. Seu lema, inspirado por Henri de La Rochejaquelein, é: Si avanzo...sígueme. Si me detengo...aprémiame. Si retrocedo...mátame. ("Se eu avançar, sigam-me. Se eu parar, incitem-me. Se eu recuar, matem-me").

## História
O Centro de Treinamento e Operações Especiais da Guatemala foi fundado em 5 de dezembro de 1974 por iniciativa do então Major de Infantaria Pablo Nuila Hub, que propôs ao Ministério da Defesa Nacional a criação de um treinamento do tipo comando para ser ministrado ao exército devido às ameaças da época no contexto da Guerra Fria.
Em 5 de março de 1975, por ordem do Ministério da Defesa da Guatemala, a escola de comando mudou seu nome para Escuela “Kaibil”, nome atribuído em homenagem a Kaybʼil Bʼalam, rei do Império Maia, que nunca foi capturado pelos conquistadores espanhóis sob o comando de Pedro de Alvarado. Os primeiros instrutores de treinamento Kaibil tinham o curso Ranger. Com o tempo, o curso adquiriu nuances próprias do treinamento militar guatemalteco.
Em 12 de janeiro de 1989, transferiu-se da Escola de Operações Especiais e Treinamento "Kaibil", das fazendas El Infierno e La Pólvora, no município de Melchor de Mencos, para as antigas instalações da Zona Militar nº 23, com sede em Poptún, El Petén, no norte da Guatemala.
Em dezembro de 1996, logo após a assinatura dos acordos de paz, o presidente da Guatemala Álvaro Enrique Arzú Irigoyen expressou que tinha a intenção de preservar os Kaibiles em tempos de paz, mas com a nova missão de travar outra guerra, contra os narcóticos e o crime organizado. Posteriormente, o exército guatemalteco foi subitamente reduzido a 15.000 soldados. O Coronel Héctor Rosales, membro da Associação de Veteranos Militares da Guatemala, afirmou que com a desmobilização das Forças Armadas da Guatemala, muitos oficiais ficaram "abruptamente" desempregados. Na ausência de um plano de reintegração na vida econômica, a grande maioria passou a fazer parte dos serviços de segurança privada e uma percentagem muito pequena dedicou-se a atividades ilícitas.
De 2007 a 2010, oficiais das tropas especiais dos Estados Unidos, os Boinas Verdes, treinaram Kaibiles guatemaltecos como parte de um acordo entre os dois países. Rony Urizar, porta-voz do Exército da Guatemala, indicou que o treinamento começou com o combate antiterrorista, seguido pelo combate em pequenas unidades e finalmente pelo combate ao tráfico de drogas. Os exercícios incluíram operações de assalto aéreo, treinamento de atiradores e uso de explosivos para ataques surpresa.
São reconhecidos mundialmente pelo nível de treino árduo que estes soldados possuem, são também reconhecidos pelas suas tácticas de combate no espectro irregular, apelidados de “Máquinas de Matar”.

## Treinamento

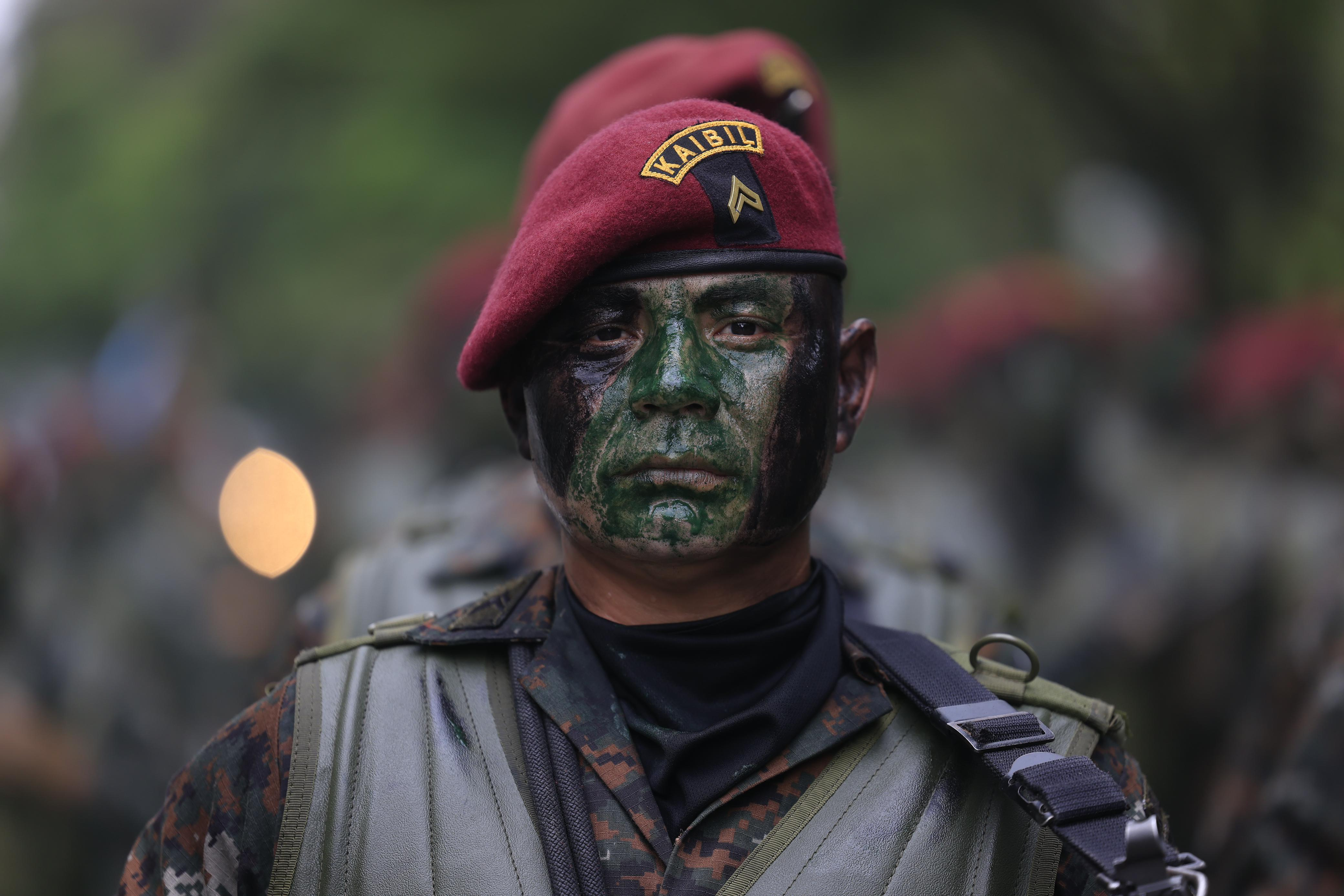
Kaibil em um desfile militar, 2024

Os Kaibiles são treinados no povoado El Infierno, assim chamado pela abundante quantidade de insetos naquela parte do povoado La Pólvora do município de Melchor de Mencos, no meio da selva tropical. Chamam o centro de treinamento de El Infierno porque a temperatura de 38 graus Celsius e a intensa umidade do local fizeram com que muitos desistissem.
O recrutamento é voluntário. No entanto, vários testes físicos e psicológicos são necessários antes de entrar. O treinamento é dado duas vezes por ano e dura 60 dias. Apenas 64 participantes são permitidos por período de treinamento, não mais do que 28 anos de idade. Não mais do que 10 se formaram em um único período. Membros de forças militares estrangeiras às vezes são selecionados para participar do treinamento. Paralelamente a isso, busca-se uma força física e psicológica, para suportar todo tipo de privações e desconfortos, e uma força espiritual inquebrantável. O curso possui um alto conteúdo axiológico, isso significa que tudo tem um significado. O sono não é permitido por mais de três horas por dia, mas somente se o direito for conquistado. O direito de comer também deve ser conquistado; antes de serem autorizados a comer, os soldados devem escalar uma corda com sucesso, fazer cinco flexões de braço, dez flexões de braço e correr duas milhas em 18 minutos ou menos usando equipamento de combate completo, então andar de pato até o refeitório, após o que eles têm 30 segundos para comer.

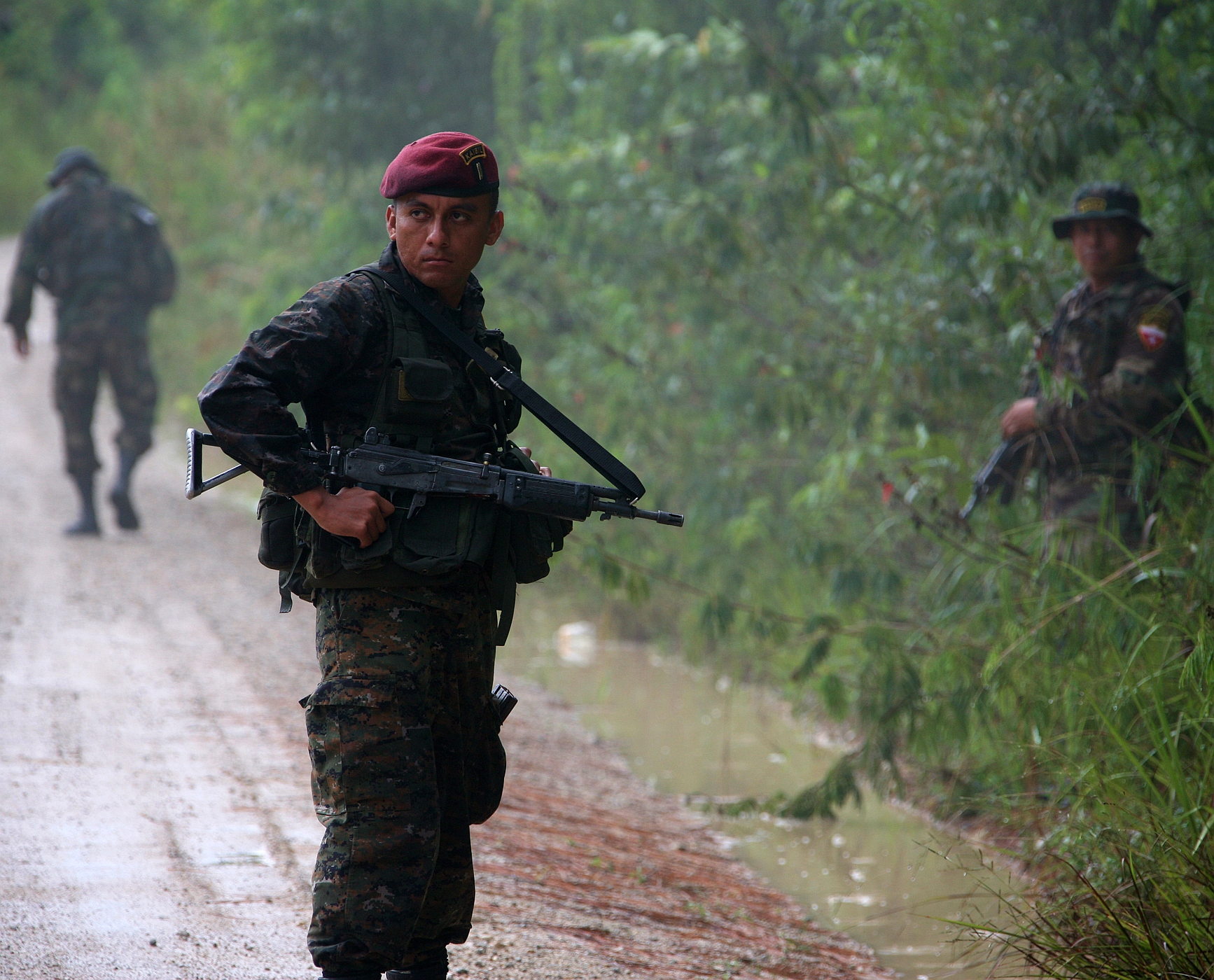
Kaibil em treinamento em Poptún

O curso para ser Kaibil inclui três etapas:
- O primeiro dura 21 dias de instrução teórica e treinamento prático em que se mede o grau de espírito militar e o nível moral do candidato;
- A segunda fase acontece na selva durante 28 dias e ao final do treinamento severo, o Kaibil deve saber atuar com habilidade em uma guerra irregular e ser capaz de atravessar correntes de água, pântanos, falésias, realizar demolições, detectar e desativar minas;
- Na última etapa, o aspirante a Kaibil, acostumado a comer cobras, formigas e raízes, e a captar água do orvalho nas folhas, deve realizar ataques de aniquilação, manobras de inteligência, penetrações em território inimigo e reabastecimento aéreo.

Os Kaibiles são infames por sua prática de forçar recrutas a matar animais, o que inclui criar um filhote e criar vínculos com ele antes de matá-lo e comê-lo, bem como morder as cabeças de galinhas vivas. Além disso, os recrutas realizam cirurgias de campo em si mesmos e são forçados a beber água de projéteis de artilharia disparados recentemente. Como parte do ritual de finalização do curso, cada recruta deve beber um "Bomb", uma mistura de tequila, uísque, rum, cerveja, água e pólvora, servida em um copo de bambu com uma baioneta amarrada a ele. Os soldados devem beber com cuidado, para não ficarem bêbados e se cortarem com a baioneta. Depois de completarem esse ritual com sucesso, eles são introduzidos nos Kaibiles.

### Direitos Humanos
Em fevereiro de 1999, a Comissão para o Esclarecimento Histórico (CEH), o órgão de verdade e reconciliação estabelecido sob os auspícios das Organização das Nações Unidas pelos Acordos de Paz de 1996 que puseram fim à Guerra Civil de 35 anos no país, chamou a atenção para a natureza brutalizante do treinamento conduzido pelo Kaibil em seu relatório final, Guatemala: Memoria del silencio:
"A comprovação dos conteúdos degradantes do treinamento da força especial de contra-insurgência do Exército, conhecida como Kaibiles, atraiu a atenção particular do CEH. Esse treinamento incluía matar animais e depois comê-los crus e beber seu sangue para demonstrar coragem. A extrema crueldade desses métodos de treinamento, de acordo com depoimentos disponíveis ao CEH, foi então colocada em prática em uma série de operações realizadas por essas tropas, confirmando um ponto de seu decálogo: "O Kaibil é uma máquina de matar"."
No Massacre de Dos Erres, perante a Corte Interamericana de Direitos Humanos, constatou-se que o referido massacre foi perpetrado por Kaibiles.
Em 2018, Santos López Alonzo, ex Kaibile, foi condenado a 5,160 anos de prisão, pena de 30 anos por cada vítima.
Em dezembro de 1996, pouco antes da assinatura dos Acordos de Paz, o presidente Álvaro Enrique Arzú Irigoyen falou de sua intenção de preservar os Kaibiles em tempos de paz, mas de rededicá-los a outra guerra: a guerra contra os narcóticos e o crime. Discursando em uma cerimônia de formatura dos Kaibil em Poptún, ele disse: "Agora, este novo exército de paz enfrentará um inimigo que talvez seja muito mais poderoso do que aquele que enfrentamos por muitos anos. Estamos falando de traficantes de drogas e criminosos que querem corroer o país; eles estão mais bem armados, equipados e treinados do que os inimigos que tivemos que enfrentar no passado". No entanto, sob os termos dos Acordos de Paz, o exército deveria ter sido restrito à defesa contra ataques externos, o que impediria o envolvimento no tipo de ações policiais domésticas propostas pelo presidente Arzú.
O histórico e a reputação dos Kaibiles levaram o Projeto Interdiocese da Igreja Católica Romana para a Recuperação da Memória Histórica (REMHI) a recomendar que o grupo fosse dissolvido em seu relatório de abril de 1998, "Guatemala: Nunca Mais".

## Filosofia e lema
A filosofia do curso se resume em seu lema, seu credo e seu decálogo que regem a conduta dos alunos durante a formação. Kaibil é uma palavra da Língua mam que significa “aquele que tem a força e a astúcia de duas onças”. Seu lema é o do líder Henri de La Rochejaquelein: Si avanzo...sígueme. Si me detengo...aprémiame. Si retrocedo...mátame. ("Se eu avançar, sigam-me. Se eu parar, incitem-me. Se eu recuar, matem-me").
O emblema possui um mosquetão de montanhismo, que significa união e força, e uma adaga no centro da imagem representa a honra, seu cabo possui cinco entalhes, que significa os cinco sentidos alertas do soldado. A corda que divide o mosquetão simboliza as operações terrestres. A cor preta simboliza o silêncio em que o kaibil realiza combates e também operações noturnas. A cor azul na parte superior simboliza operações aéreas, marítimas e diurnas.

## Filiação a cartéis de drogas
Em setembro de 2005, foram capturados 4 ex-Kaibiles que estavam a serviço do Cartel de Sinaloa, no México, liderado por Joaquín Guzmán (El Chapo). O ex-militar guatemalteco confessou estar a serviço dos cartéis de drogas mexicanos, em seu depoimento após a prisão; narcotraficantes dos Los Zetas afirmou que haviam recrutado Kaibiles para trabalhar com eles e que os mesmos estavam fornecendo armas e granadas da Guatemala.
As autoridades militares da Guatemala consideram muito pequeno o número de ex-Kaibils a serviço do tráfico de drogas. Da mesma forma, distanciam-se da participação de ex-integrantes em atividades criminosas.

## Missão de Paz das Nações Unidas
Os Kaibiles estiveram na República Democrática do Congo como parte da força de paz MONUSCO das Nações Unidas. Em 23 de janeiro de 2006, uma unidade de 80 Kaibiles falhou em uma tentativa de capturar Vincent Otti, o vice-comandante do Exército de Resistência do Senhor de Uganda, no Parque nacional da Garamba, na República Democrática do Congo; oito Kaibiles e pelo menos quinze guerrilheiros foram mortos no tiroteio resultante.